# Кипар на Европском првенству у атлетици у дворани 2021.
Кипар је учествовао на 36. Европском првенству у дворани 2021. одржаном у Торуњу, Пољска, од 4. до 7. марта. Ови је било 23. учешће Кипра на европским првенствима у дворани од 1980. кад је први пут учествовао. Репрезентацију Кипра представљало је троје такмичара (1 мушкарца и 2 жене) који су се такмичили у 3 дисциплине (1 мушка и 2 женске).
Представници Кипра на овом првенству нису освојили ниједну медаљу, нити су оборили неки рекорд. На табели успешности према броју и пласману такмичара који су учествовали у финалним такмичењима (првих 8 такмичара) Кипра исто нема, јер није имао ниједног филалисту.

## Учесници
| Бр. | Дисциплина   | Мушкарци        | Жене             | Укупно |
| --- | ------------ | --------------- | ---------------- | ------ |
| 1.  | 60 м         |                 | Оливија Фотопулу | 1      |
| 2.  | 60 м препоне | Милан Трајковић |                  | 1      |
| 1.  | скок удаљ    |                 | Филипа Фотопулу  | 1      |
|     | Укупно (3)   | 1               | 2                | 3      |

## Резултати

### Мушкарци
| Атлетичар       | Дисциплина   | Лични рекорд | Квалификације | Квалификације | Полуфинале | Полуфинале | Финале               | Финале  | Детаљи                                   |
| Атлетичар       | Дисциплина   | Лични рекорд | Резултат      | Место         | Резултат   | Место      | Резултат             | Место   | Детаљи                                   |
| --------------- | ------------ | ------------ | ------------- | ------------- | ---------- | ---------- | -------------------- | ------- | ---------------------------------------- |
| Милан Трајковић | 60 м препоне | 7,51 НР      | 7,83 кв       | 5. у гр. 4    | 7,78       | 6. у пф 3  | Није се квалификовао | 17 / 35 | Архивирано на веб-сајту (30. април 2021) |

### Жене
| Атлетичарка      | Дисциплина | Лични рекорд | Квалификације | Квалификације | Полуфинале            | Полуфинале            | Финале                | Финале       | Детаљи                                   |
| Атлетичарка      | Дисциплина | Лични рекорд | Резултат      | Место         | Резултат              | Место                 | Резултат              | Место        | Детаљи                                   |
| ---------------- | ---------- | ------------ | ------------- | ------------- | --------------------- | --------------------- | --------------------- | ------------ | ---------------------------------------- |
| Оливија Фотопулу | 60 м       | 7,41         | 7,48          | 6. у гр. 4    | Није се квалификовала | Није се квалификовала | Није се квалификовала | 31 / 37 (49) | Архивирано на веб-сајту (30. април 2021) |
| Филипа Фотопулу  | скок удаљ  | 6,53         | 6,46          | 14. кв        |                       |                       | Није се квалификовала | 14 / 17      |                                          |